# 밴쿠버 화이트캡스 FC
밴쿠버 화이트캡스 FC(Vancouver Whitecaps FC)는 2009년 3월 18일에 창단되어 2011년부터 리그에 참가한 캐나다의 메이저 리그 사커 소속 프로 축구 구단으로 브리티시컬럼비아주 밴쿠버를 연고지로 하고 있으며 BC 플레이스를 홈구장으로 사용하고 있다.

## 역사
2009년 창단하였으며 클럽 명칭에서 "화이트캡스(Whitecaps)"는 하얀 모자가 아니라 연고지인 밴쿠버 북쪽의 하얀색 모양의 산과 서쪽 태평양에서 몰아치는 윗부분이 하얀색인 파도를 뜻하는 것으로 연고지 밴쿠버의 지역 연고성을 상징한다.
2군 팀으로 밴쿠버 화이트캡스 레지던시를 두고 있다. 이 팀은 대한민국 선수들과도 인연이 깊은 팀인데 이영표, 황인범이 뛰었던 팀이다.

## 대회 성적
- 캐나다 챔피언십 : 우승 (2015, 2022, 2023, 2024), 준우승 (2011, 2012, 2013, 2016, 2018), 4강 (2014, 2017)
- CONCACAF 챔피언스컵 : 4강 (2016-17)

## 선수단

### 현재 소속 선수 명단
2025년 7월 6일

참고: FIFA 자격 규정에 따라 소속된 국가대표팀 국기를 표시합니다. 선수는 복수의 FIFA 비회원국 국적을 가지고 있을 수 있습니다.
| 번호 | 포지션 | 국적       | 이름              |
| ---- | ------ | ---------- | ----------------- |
| 4    | DF     | 세르비아   | 란코 베셀리노비치 |
| 14   | FW     |            | 다니엘 리오스     |
| 20   | MF     | 파라과이   | 안드레스 쿠바스   |
| 25   | MF     | 스코틀랜드 | 라이언 골드       |
| 28   | DF     |            | 테이트 존슨       |

| 번호 | 포지션 | 국적 | 이름 |
| ---- | ------ | ---- | ---- |

### 임대 중인 선수
참고: FIFA 자격 규정에 따라 소속된 국가대표팀 국기를 표시합니다. 선수는 복수의 FIFA 비회원국 국적을 가지고 있을 수 있습니다.
| 번호 | 포지션 | 국적     | 이름                                          |
| ---- | ------ | -------- | --------------------------------------------- |
| —    | DF     |          | 샘 에이디컥비 (브라이튼 & 호브 앨비언로 임대) |
| —    | MF     | 온두라스 | 데이비 플로레스 (CD 모타과로 임대)            |

## 코칭스태프
2023년 11월 20일 기준
| 직책        | 성명          | 국적     |
| ----------- | ------------- | -------- |
| 감독        | 바니 사르티니 | 이탈리아 |
| 코치        |               |          |
| 골키퍼 코치 |               |          |

### 역대 감독
| 감독                | 임기      |
| ------------------- | --------- |
| 조니 자일스         | 1981-1983 |
| 테이투르 토르다르손 | 2010-2011 |
| 톰 숀               | 2011      |
| 마틴 레니           | 2011-2013 |
| 칼 로빈슨           | 2013      |

## 홈경기장
| 경기장        | 사용기간    | 장소                      | 팀명                 | 비고 |
| ------------- | ----------- | ------------------------- | -------------------- | ---- |
| 엠파이어 필드 | 2011년      | 브리티시컬럼비아주 밴쿠버 | 밴쿠버 화이트캡스 FC | 빈칸 |
| BC 플레이스   | 2011년~현재 | 브리티시컬럼비아주 밴쿠버 | 밴쿠버 화이트캡스 FC | 빈칸 |

## 시즌별 성적

### 국내 대회
| 년도 | 정규리그 | 정규리그 | 정규리그 | 정규리그 | 정규리그 | 정규리그 | 정규리그 | 순위 | 순위 |
| 년도 | 경기     | 승       | 무       | 패       | 득점     | 실점     | 승점     | 지역 | 종합 |
| ---- | -------- | -------- | -------- | -------- | -------- | -------- | -------- | ---- | ---- |
| 2011 | 34       | 6        | 18       | 10       | 35       | 55       | 28       | 9위  | 18위 |
| 2012 | 34       | 11       | 13       | 10       | 35       | 41       | 43       | 5위  | 11위 |
| 2013 | 34       | 13       | 12       | 9        | 53       | 45       | 48       | 7위  | 13위 |
| 2014 | 34       | 12       | 8        | 14       | 42       | 40       | 50       | 5위  | 9위  |
| 2015 | 34       | 16       | 13       | 5        | 45       | 36       | 53       | 2위  | 3위  |
| 2016 | 34       | 10       | 15       | 9        | 45       | 52       | 39       | 8위  | 16위 |

### 국제 대회
점수 기록은 밴쿠버 화이트캡스 FC의 득점이 항상 먼저 기록되어 있다.
| 시즌    | 라운드    | 상대팀             | 홈  | 원정 | 종합 |
| ------- | --------- | ------------------ | --- | ---- | ---- |
| 2015-16 | 조별 예선 | 시애틀 사운더스    | 1-1 | 0-3  | 1-4  |
| 2015-16 | 조별 예선 | 올림피아           | 1-0 | 0-1  | 1-1  |
| 2016-17 | 조별 예선 | 센트럴 FC          | 4-1 | 1-0  | 5-1  |
| 2016-17 | 조별 예선 | 스포팅 캔자스 시티 | 3-0 | 2-1  | 5-1  |

## 각종 기록

### 시즌별 최다 득점자
| 년도 | 선수                    | 골 |
| ---- | ----------------------- | -- |
| 2011 | 카밀루 다 시우바 산베주 | 12 |
| 2012 | 대런 매톡스             | 7  |
| 2013 | 카밀루 다 시우바 산베주 | 22 |
| 2014 | 페드로 모랄레스         | 10 |
| 2015 | 옥타비오 리베로         | 10 |
| 2016 | 페드로 모랄레스         | 9  |

### 역대 올해의 선수
| 년도 | 선수                    |
| ---- | ----------------------- |
| 2011 | 카밀루 다 시우바 산베주 |
| 2012 | 이영표                  |
| 2013 | 카밀루 다 시우바 산베주 |
| 2014 | 페드로 모랄레스         |
| 2015 | 켄달 왓스톤             |
| 2016 | 조던 하비               |

## 2군팀
화이트캡스 FC 2는 캐나다 브리티시컬럼비아주 밴쿠버를 연고지로 하는 밴쿠버 화이트캡스의 2군팀이다. 스완가드 스타디움을 홈구장으로 사용하고 있으며, 현재 MLS의 2군 리그인 MLS 넥스트 프로에 참가하고 있다.